# Hans Dersch
Hans F. Dersch (Alexandria (Virginia), 25 december 1967) is een Amerikaans zwemmer.

## Biografie
Tijdens de Pan-Amerikaanse Spelen 1991 in het Cubaanse Havana won Dersch goud op de 100m schoolslag en de 4x100m wisselslag.
Dersch won tijdens de Olympische Zomerspelen van 1992 de gouden medaille op de 4x100m wisselslag. Dersch zwom alleen in de series.

## Internationale toernooien
| Jaar | Olympische Spelen                                                     | Pan-Ams                             |
| ---- | --------------------------------------------------------------------- | ----------------------------------- |
| 1991 |                                                                       | 100m schoolslag · 4x100m wisselslag |
| 1992 | 10e 100m schoolslag · 4x100m wisselslag · Dersch zwom enkel de series |                                     |